# Europese kampioenschappen indooratletiek 2025 – Verspringen vrouwen
Het Verspringen voor vrouwen op de Europese indoorkampioenschappen van 2025 vond de kwalificatie plaats op 7 maart en op 8 maart 2025 de finale en het werd gehouden op de shorttrackbaan van Omnisport in Apeldoorn in Nederland. Het was de zesendertigste keer dat dit onderdeel op het programma stond.
De Italiaanse Larissa Iapichino won het verspringen voor vrouwen door 6,94 te springen. Zilver ging naar de Zwitserse Annik Kälin in 6,90 wat een nationaal record betekende. Het brons ging naar de Duitse Olympisch kampioen Malaika Mihambo in 6,88. De Nederlandse Pauline Hondema was kanshebster voor een medaille, dit kon Hondema niet waarmaken en eindigde op de zevende plaats met een sprong van 6,50.

## Records
Voorafgaand aan het toernooi waren dit het Wereldrecord, Europees record, Kampioenschapsrecord en de Wereld-, Europese leiding.
| Wereldrecord         | DDR Heike Drechsler | 7,37 | Wenen     | 13 februari 1988 |
| Europees record      | DDR Heike Drechsler | 7,37 | Wenen     | 13 februari 1988 |
| Kampioenschapsrecord | DDR Heike Drechsler | 7,30 | Boedapest | 5 maart 1988     |
| WL                   | Malaika Mihambo     | 7,07 | Karlsruhe | 18 februari 2025 |
| EL                   | Malaika Mihambo     | 7,07 | Karlsruhe | 18 februari 2025 |

## Resultaten[1]

### Kwalificatieronde
Kwalificatieregels: behalen van de kwalificatiestandaard van 8,00 (Q), of deel uitmaken van de 8 best presterende atleten (q).
| Rang | Naam                  | Land                | 1    | 2    | 3    | Resultaat | Bijz.  |
| ---- | --------------------- | ------------------- | ---- | ---- | ---- | --------- | ------ |
| 1    | Annik Kälin           | Zwitserland         | x    | 6,77 |      | 6,77      | Q, =SB |
| 2    | Larissa Iapichino     | Italië              | 6,53 | 6,76 |      | 6,76      | Q      |
| 3    | Pauline Hondema       | Nederland           | 6,54 | 6,70 |      | 6,70      | Q, =SB |
| 4    | Malaika Mihambo       | Duitsland           | 6,68 |      |      | 6,68      | Q      |
| 5    | Milica Gardašević     | Servië              | 6,26 | 6,67 |      | 6,67      | Q, =SB |
| 6    | Mikaelle Assani       | Duitsland           | 6,62 | 6,34 | r    | 6,62      | q      |
| 7    | Fátima Diame          | Spanje              | 6,59 | 6,45 | 6,56 | 6,59      | q, =SB |
| 8    | Plamena Mitkova       | Bulgarije           | 6,59 | x    | 6,55 | 6,59      | q      |
| 9    | Anna Matuszewicz      | Polen               | x    | 6,52 | 6,17 | 6,52      |        |
| 10   | Alice Hopkins         | Verenigd Koninkrijk | x    | 6,46 | 6,35 | 6,46      |        |
| 11   | Nikola Horowska       | Duitsland           | 6,23 | 6,42 | 6,34 | 6,42      |        |
| 12   | Filippa Fotopoulou    | Cyprus              | x    | 6,41 | 6,33 | 6,41      |        |
| 13   | Jogaile Petrokaité    | Litouwen            | x    | 6,20 | 6,29 | 6,29      |        |
| 14   | Alina Rotaru-Kottmann | Roemenië            | 6,04 | x    | 6,29 | 6,29      |        |
| 15   | Irati Mitxelena       | Spanje              | 5,94 | 6,28 | 6,21 | 6,28      |        |
| 16   | Petra Bánhidi-Farkas  | Hongarije           | x    | 6,03 | x    | 6,03      |        |
| 17   | Yana Sargsyan         | Armenië             | 5,84 | 5,83 | x    | 5,84      |        |
| 18   | Antriana Gkogka       | Griekenland         | x    | 2,18 | x    | 2,18      |        |

### Finale
| Rang   | Atleet            | Land        | 1    | 2    | 3    | 4    | 5    | 6    | Resultaat | Bijz. |
| ------ | ----------------- | ----------- | ---- | ---- | ---- | ---- | ---- | ---- | --------- | ----- |
| Goud   | Larissa Iapichino | Italië      | 6,71 | x    | 6,94 | 6,78 | 6,69 | x    | 6,94      | SB    |
| Zilver | Annik Kälin       | Zwitserland | 6,90 | 6,85 | 6,68 | x    | x    | 5,30 | 6,90      | NR    |
| Brons  | Malaika Mihambo   | Duitsland   | 6,45 | x    | x    | –    | 6,65 | 6,88 | 6,88      |       |
| 4      | Milica Gardašević | Servië      | 6,75 | x    | x    | x    | 6,72 | x    | 6,75      | SB    |
| 5      | Fátima Diame      | Spanje      | x    | 6,73 | x    | 6,64 | 6,50 | 6,73 | 6,73      | SB    |
| 6      | Plamena Mitkova   | Bulgarije   | 6,37 | 6,63 | x    | 6,56 | 6,59 | 6,63 | 6,63      |       |
| 7      | Pauline Hondema   | Nederland   | x    | x    | x    | 6,50 | 6,43 | x    | 6,50      |       |
| 8      | Mikaelle Assani   | Duitsland   | 4,20 | x    | 4,59 | 5,95 | 6,32 | x    | 6,32      |       |

o geldige poging | x ongeldige poging | - poging overgeslagen | NM Geen geldig resultaat | WR Wereldrecord | CR Kampioenschapsrecord | AR Continentaal record | NR Nationaalrecord | WL Wereldleiding | EL Europese leiding | SB Beste seizoenprestatie | =SB Evenaring beste seizoenprestatie | PB Persoonlijk record | =PB Evenaring persoonlijk record